# Srednjefrankovsko kraljestvo
Srednja Frankovska (latinsko Francia media) je bilo kratkotrajno frankovsko kraljestvo, ustanovljeno leta 843 z Verdunsko pogodbo po prekinitvi državljanske vojne med vnuki Karla Velikega, ki je povzročila delitev frankovskega imperija. Srednja Frankovska je bila dodeljena cesarju Lotarju I., najstarejšemu sinu in nasledniku cesarja Ludvika Pobožnega. Njegovo kraljestvo je posedovalo cesarski mesti Aachen, ki je bil rezidenca Karla Velikega, in Pavio, vendar ni imelo nobene geografske ali kulturne kohezije, ki bi omogočila  preživetje in oblikovanje jedra večje države, kot je bilo v primeru Zahodne Frankovske, ki je postala Kraljevina Francija, in Vzhodna Frankovske, ki je postala Kraljevina Nemčija. 
Srednja Frankovska se je nahajala med Vzhodno in Zahodno Frankovsko in je obsegala ozemlje med rekama Ren in Šelda, frizijsko obalo Severnega morja, nekdanje Burgundsko kraljestvo, razen zahodnega dela, pozneje znanega kot Bourgogne, in Provanso ter delih severne Italije. Po razdelitvi Srednje Frankovske leta 855 je 'Srednja Frankovska' postal le geografski izraz. Večina njenega ozemlja je bila reorganizirana v Lotaringijo, poimenovano po Lotarju I. Eden od vzrokov, da je bila Srednja Francija kratkotrajna država, je bil njen geografski položaj med dvema močnejšima državama, ki sta imeli v Evropi veliko večji vpliv kot ona sama.

## Geografija
Srednja Frankovska se je raztezala od Frizije na severu do severne Italije, v kateri je frankovsko kraljestvo imelo dostop do Ligurskega morja, skozi Provanso do Lionskega zaliva  in skozi današnjo Benečijo do Jadranskega morja. Njeno ozemlje je merilo okoli 300.0000–350.000 km².

### Geografski pomen
Zemljepisni položaj Srednje Frankovske ni bil primerljiv s položajema  njenih največjih sosed Zahodne in Vzhodne Frankovske. Meje z drugimi državami v primerjavi s prvima so bile izolirane zelo majhne. Papeška država, Benevento in Beneška republika na jugu so bile relativno nove in trgovsko nerazvite, kar je Srednji Frankovski  preprečilo trgovanje z drugimi državami, kot sta bili Bizantinsko cesarstvo in Bolgarija. Takšen položaj je tudi ogrožal njeno suverenost. Če bi se katera od sosednjih držav, zlasti Zahodna ali Vzhodna Frankovska, odločila napasti Srednjo Frankovsko, njenih meja zaradi njihove dolžine ni bilo mogoče obraniti, kar se je potem v bistvu zgodilo z Mersenskim sporazumom. 

## Razdelitev leta 855
Leta 855 je cesar Lotar I. na smrtni postelji v opatiji Prüm s Prümskim sporazumom Srednjo Frankovsko razdelil med svoje tri sinove. Dežele v severni Italiji, ki so proti jugu segale vse do Rima in Spoleta, so bile prepuščene najstarejšemu sinu Ludviku II., ki je bil leta 850 okronan za cosesarja in je bil od leta 855 samostojen vladar. Njegovo kraljestvo je kasneje postalo Kraljevina Italija. Večina dežel severno od Alp, vključno z Nizozemskimi deželami, zahodnim Porenjem, današnjimi deželami na meji med Francijo in Nemčijo ter današnjo zahodno Švico, je prešla pod Lotarja II. in se po njem imenovale Lotaringija. Karel  je dobil Burgundsko kraljestvo (Zgornjo in Spodnjo Burgundijo) in Provanso. 

## Kasnejši delitvi
Karel je umrl zgodaj in brez sinov leta 863. Po frankovskem običaju sta si njegovo kraljestvo razdelila njegova brata Ludvik II. in Lotar II. Lotar II. je prejel del zahodne Spodnje Burgundije (škofije Lyon, Vienne, Vivarais in Uzès), ki je  mejil na njegovo zahodno Zgornjo Burgundijo. Ludvik II. prejel Provansalsko kraljestvo. 
Ko je leta 869 Lotar II. umrl, je bil njegov edini sin Hugo, ki ga je imel z ljubico, razglašen za nezakonskega, tako da je bil edini Lotarjev  zakoniti dedič njegov brat Ludvik II. Če bi Lotaringijo podedoval Ludvik II., bi bila Srednja Frankovska ponovno združena, ker pa se je  Ludvik II. takrat vojskoval proti emiratu Bari, je bila Lotaringija z Mersenskim sporazumom leta 870 razdeljena med njegova strica Karla Plešastega in Ludvika Nemškega. Ludvik Nemški je dobil Zgornjo Burgundijo, ostalo pa Karel Plešasti. 
Leta 875 je Ludvik II., zadnji od Lotarjevih otrok, umrl brez sina in za svojega naslednika v Italiji imenoval svojega bratranca Karlmana Bavarskega, najstarejšega sina Ludvika Nemškega. Papež Janez VIII., ki se ukvarja z nenehno grožnjo roparjev iz Sicilskega emirata, se je  postavil na stran Karla Plešastega. Po veliki zmedi in spopadih je  Ludvikovo kraljestvo v Italiji prevzel Karel Plešasti. Karlman je bil leta 876 okronan za bavarskega kralja in leta 877 napadel Italijo, ki jo je zahteval zase. Ko je Karlman leta 880 umrl brez zakonitih dedičev, je njegovo kraljestvo pripadlo njegovemu mlajšemu bratu, kralju Karlu III. Debelemu. Karla je papež Janez VIII. leta 881 okronal za cesarja, s čimer je leta 884 ponovno združil celotno Karolinško cesarstvo. Združitev je trajala le do Karlovega strmoglavljenja leta 887.